# Pseudoleptomesochrella pontica
Pseudoleptomesochrella pontica är en kräftdjursart som beskrevs av Apostolov 1969. Pseudoleptomesochrella pontica ingår i släktet Pseudoleptomesochrella och familjen Ameiridae. Inga underarter finns listade i Catalogue of Life.